# Ninh Hòa, Hồng Dân
Ninh Hòa là một xã thuộc huyện Hồng Dân, tỉnh Bạc Liêu, Việt Nam.

## Địa lý
Xã Ninh Hòa nằm ở phía đông huyện Hồng Dân, có vị trí địa lý:
- Phía đông giáp xã Ninh Quới và xã Ninh Quới A
- Phía tây giáp thị trấn Ngan Dừa và xã Lộc Ninh
- Phía nam giáp huyện Phước Long
- Phía bắc giáp tỉnh Hậu Giang.

Xã Ninh Hòa có diện tích 59,01 km², dân số năm 2022 là 22.607 người, mật độ dân số đạt 383 người/km².

## Hành chính
Xã Ninh Hòa được chia thành 9 ấp: Ninh An, Ninh Định, Ninh Phước, Ninh Thạnh I, Ninh Thạnh II, Tà Ben, Tà Ky, Tà Óc, Vĩnh An.

## Lịch sử
Năm 1958, xã Ninh Hòa thuộc tổng Thanh Bình, quận Phước Long.
Năm 1963, xã Ninh Hòa thuộc tổng Thiện Hạnh, quận Kiên Thiện.
Sau năm 1975, xã Ninh Hòa thuộc huyện Hồng Dân.
Ngày 20 tháng 12 năm 1975, Bộ Chính trị Đảng Cộng sản Việt Nam ban hành Nghị quyết số 19/NQ về việc điều chỉnh lại việc hợp nhất tỉnh ở miền Nam Việt Nam cho sát với tình hình thực tế, theo đó tỉnh Cà Mau và tỉnh Bạc Liêu được tiến hành hợp nhất vào ngày 1 tháng 1 năm 1976 với tên gọi ban đầu là tỉnh Cà Mau – Bạc Liêu. Khi đó, xã 
Ninh Hòa thuộc huyện Hồng Dân, tỉnh Cà Mau – Bạc Liêu.
Ngày 10 tháng 3 năm 1976, Ban đại diện Trung ương Đảng và Chính phủ về việc đổi tên tỉnh Cà Mau – Bạc Liêu thành tỉnh tỉnh Minh Hải. Khi đó, xã Ninh Hòa thuộc huyện Hồng Dân, tỉnh Minh Hải.
Ngày 25 tháng 7 năm 1979, Hội đồng Bộ trưởng ban hành Quyết định số 275-CP về việc chia xã Ninh Hòa thành xã Ninh Hòa và xã Hòa Lợi.
Ngày 14 tháng 2 năm 1987, Hội đồng Bộ trưởng ban hành Quyết định số 33B-HĐBT về việc tách một phần diện tích và dân số của xã Phước Long để sáp nhập vào xã Hòa Lợi.
Sau khi điều chỉnh địa giới, xã Hòa Lợi có 2.779 ha đất và 6.325 người.
Ngày 9 tháng 11 năm 1990, Ban Tổ chức Chính phủ ban hành Quyết định số 483/QĐ-TCCP về việc sáp nhập xã Hòa Lợi vào xã Ninh Hòa.
Ngày 6 tháng 11 năm 1996, Quốc hội ban hành Nghị quyết về việc chia tỉnh Minh Hải thành tỉnh Bạc Liêu và tỉnh Cà Mau. Khi đó, xã Ninh Hòa thuộc huyện Hồng Dân, tỉnh Bạc Liêu.
Ngày 25 tháng 9 năm 2000, Chính phủ ban hành Nghị định số 51/2000/NĐ-CP về việc thành lập huyện Phước Long trên cơ sở một phần diện tích và dân số của huyện Hồng Dân. Xã Ninh Hòa trực thuộc huyện Hồng Dân.

## Xã hội
Các trường học trên địa bàn xã Ninh Hoà:
- Trường Mầm non Nắng Xuân
- Trường Tiểu học Lưu Hữu Phước
- Trường Tiểu học Võ Trường Toản
- Trường Tiểu học Nguyễn Bính
- Trường THCS Ninh Hòa
- Trường THCS Trương Vĩnh Ký.